# Luis Candelaria
Luis Candelaria (29 de outubro de 1892 - 23 de dezembro de 1963) foi um oficial do Exército Argentino e aviador que foi o primeiro a cruzar os Andes com um avião, em abril de 1918.

## Luis Candelaria na cultura popular
- O Aeroporto Internacional Teniente Luis Candelaria é chamado depois dele.[1]
- Uma escola primária na cidade de Zapala, "Escuela Primaria, N°3 Tenente-Aviador Luis Candelaria", é nomeada após ele.[2]